# Darts
Darts là một hình thức của thể thao ném trong đó người chơi sẽ ném các phi tiêu vào một tấm bia vòng tròn cố định trên một bức tường. Mặc dù có nhiều loại bảng làm bia và luật khác nhau đã được sử dụng trong quá khứ, thuật ngữ "darts" hiện tại thường bây giờ đề cập đến một trò chơi tiêu chuẩn liên quan đến một bảng làm tấm bia được thiết kế quy chuẩn và một luật chơi rõ ràng. Ngoài việc là một môn thể thao cạnh tranh chuyên nghiệp, darts là một trò chơi truyền thống trong quán rượu. Trò chơi này được chơi phổ biến ở Vương quốc Anh, trên khắp các nước trong Thịnh vượng chung Anh, Hà Lan, Đức, Bỉ, Pháp, Ireland, các nước trên bán đảo Scandinavia, Hoa Kỳ, và những nơi khác.